# Marid Mutalimov
Marid Mutalimov est un lutteur kazakh spécialiste de la lutte libre né le 22 février 1980.

## Biographie
Lors des Jeux olympiques d'été de 2008, il remporte la médaille de bronze en combattant dans la catégorie des -120 kg.